# 23a Mostra Internacional de Cinema de Venècia
La 23a Mostra Internacional de Cinema de Venècia va tenir lloc del 25 d'agost al 8 de setembre de 1962.

## Jurat
- Luigi Chiarini (Itàlia) (president del jurat)[2]
- Guglielmo Biraghi (Itàlia)
- G. B. Cavallaro (Itàlia)
- Georges Charensol (França)
- Josif Cheifitz (URSS)
- John Houseman (EUA)
- Arturo Lanocita (Itàlia)
- Ronald Neame (GB)
- Hans Schaarwechter (Alemanya Occidental)

## Pel·lícules en competició
| Títol                           | Director(s)            | País de producció        |
| ------------------------------- | ---------------------- | ------------------------ |
| Eva                             | Joseph Losey           | França/ Itàlia           |
| Vivre sa vie                    | Jean-Luc Godard        | França                   |
| Ivànovo detstvo                 | Andrei Tarkovski       | Unió Soviètica           |
| Smog                            | Franco Rossi           | Itàlia                   |
| Le Procès                       | Orson Welles           | França/ Itàlia/ Alemanya |
| Lyudi i zveri                   | Sergei Gerassimov      | Unió Soviètica           |
| Homenaje a la hora de la siesta | Leopoldo Torre Nilsson | Argentina                |
| Koiya koi nasuna koi            | Tomu Uchida            | Japó                     |
| Thérèse Desqueyroux             | Georges Franju         | França                   |
| L'home d'Alcatraz               | John Frankenheimer     | Estats Units             |
| Lolita                          | Stanley Kubrick        | Regne Unit               |
| Cronaca familiare               | Valerio Zurlini        | Itàlia                   |
| Term of Trial                   | Peter Glenville        | Regne Unit               |
| Mamma Roma                      | Pier Paolo Pasolini    | Itàlia                   |

## Premis
- Lleó d'Or:
  - Cronaca familiare (Valerio Zurlini)
  - Ivànovo detstvo (Andrei Tarkovski)
- Premi especial del Jurat:
  - Vivre sa vie (Jean-Luc Godard)
- Copa Volpi:
  - Millor actor - Burt Lancaster - (L'home d'Alcatraz)
  - Millor actriu - Emmanuelle Riva - (Thérèse Desqueyroux)
- Millor obra novell
  - David and Lisa (Frank Perry)
  - Los inundados (Fernando Birri)
- Premi Nou Cinema
  - Un uomo da bruciare (Valentino Orsini, Paolo i Vittorio Taviani)
- Premi San Giorgio
  - L'home d'Alcatraz (John Frankenheimer)
- Premi FIPRESCI 
  - Nóż w wodzie (Roman Polanski)
- Premi OCIC 
  - Term of Trial (Peter Glenville)
- Premi Pasinetti 
  - Vivre sa vie (Jean-Luc Godard)
  - Seccions paral·leles - Un uomo da bruciare (Valentino Orsini, Paolo i Vittorio Taviani)
- Premi dels Cineclubs italians 
  - Mamma Roma (Pier Paolo Pasolini)
- Premi de la ciutat d'Imola
  - Una storia milanese (Eriprando Visconti)
  - Menció especial - Pelle viva (Giuseppe Fina)
- Premi de la ciutat de Venècia
  - Cronaca familiare (Valerio Zurlini)
- Premis dels cineclubs catòlics 
  - Cronaca familiare (Valerio Zurlini)
- Premi Cinema 60 
  - Un uomo da bruciare (Valentino Orsini, Paolo i Vittorio Taviani)